# Le Cas du docteur Galloy
Pour plus de détails, voir Fiche technique et Distribution.
Le Cas du docteur Galloy est un film français réalisé en 1949 par Maurice Téboul, sorti en 1951.

## Fiche technique
- Titre : Le Cas du docteur Galloy
- Autre titre : La Bataille du cancer
- Réalisation : Maurice Téboul
- Scénario et dialogues : Maurice Téboul
- Photographie : Pierre Petit
- Musique : Richard Wagner
- Son : Maurice Vareille
- Montage : Georges Alépée
- Production : Métronome Films
- Pays d'origine :  France
- Format :  Noir et blanc - 1,37:1 - 35 mm - Son mono
- Genre : Drame
- Durée : 95 minutes
- Date de sortie : France - 20 juin 1951

## Distribution
- Jean-Pierre Kérien : le docteur Galloy
- Lucienne Le Marchand : Mme Guérin
- Henri Rollan : le professeur
- Suzy Prim : l'amie de Mme Guérin
- Louis Seigner : le docteur Glarenz
- Lucas Gridoux : le guérisseur
- Jacqueline Pierreux
- Juliette Faber
- André Le Gall